# مارکو فراری
مارکو فراری (انگلیسی: Marco Ferrari؛ زادهٔ ۲۱ اوت ۱۹۶۶) بازیکن فوتبال اهل ایتالیا است.
از باشگاه‌هایی که در آن بازی کرده‌است می‌توان به باشگاه فوتبال آولینو و باشگاه فوتبال پارما اشاره کرد.